# Річковий флот оборони Маньчжурії
Річковий флот оборони Манчьжурії  був сформований з китайської Сунгарійської флотилії  після того, як вона здалась Японії 15 лютого 1932 року. Флот був сформований з п'яти річкових канонерських човнів, Lisui, Liji, Цзян Цин, Jiangping і Jiangtong. Японці пізніше  посилили його канонерками Shuntian, Yangmin, Dingbian, Qinren, Датун, Limin, Xichun, Yangchun, Xingya і Xingren, а також вісімнадцятма патрульними катерами, кількома суднами постачання і трьома батальйонами морської піхоти, і направивши до його складу 2000 осіб 1940 року. Майже всі офіцери та деякі нижчі чини флотилії формувалися з кадрів Імператорського японського флоту. 

## Історія

### Політична історія
У лютому 1939 р. Японський флот втратив політичний вплив у Маньчжурії через протидію Імперської армії Японії, і багато його спеціалістів були змушені звільнитися. Після цього Річковий флот оборони Манчьжурії  був перейменований в Jiang Shangjun (Річкова армія). Його нового командира з Маньчжоуо Інь Зуокян отримали звання генерал-лейтенанта. Його зміни Лі Венлонг (березень 1941 - вересень 1942), а потім Сіань Юань (вересень 1942 - березень 1944) і Чао Бінгсен (березень 1944 - серпень 1945). 

### Історія операцій
15 лютого 1932 р. Річковий флот оборони був створений із залишків китайської річкової флотилії на Сунгарі після того, як вона здалась Японії. Спочатку він включав п'ять канонерських човнів, Lisui, Liji, Цзян Цин, Jiangping і Jiangtong. Але японці пізніше вирішили посилити його з Shuntian, Yangmin, Dingbian, Qinren, Датун, Лімін, Xichun, Yangchun, Xingya, і Xingren. Імперський ВМС Японії також направив військово-морських офіцерів та спеціалістів. 
Річковий флот оборони Манчьжурії використовувався насамперед для забезпечення японського контролю над річками та для підтримки армії у діях проти китайських повстанців, а також для захисту кордону з СРСР у річках Сунгарі, Хейлунцзян (Амур) та Вусулі (Уссурі). Флот брав участь у кількох прикордонних сутичках, таких як конфлікт на острові Ганчазі (на японською) або Большой (російською)  19–30 червня 1937 р., в якому вдалося потопити радянський катер. Річкові  підрозділи Манчьжурії застосовувались також  в Дунганжені 27 травня 1939 року, де вони втратили у бою один патрульний катер і ще один був захоплений радянськими силами. Крім того відповідні підрозділи  стали учасником сутички на озері Сінгкай у травні 1942 р., в якій два радянські літаки здійснили обстріл двох патрульних катерів Маньчжурії. 
У 1942 р. решта японських моряків залишили Річковий флот оборони Манчьжурії та знову повернулися до служби на Імперському флоті Японії, сильно обмеживши його ефективність. 9 серпня 1945 р. Маньчжурію атакував СРСР. Екіпажі чотирьох канонерок і трьох патрульних катерів повстали і здалися радянським чи китайським військам. Залишки  флотилії були захоплені Радянським Союзом  20 серпня 1945 року після захоплення Харбіну. 